# عاج‌ماهی آزوریو
عاج‌ماهی آزوریو (نام علمی: Choerodon azurio) نام یک گونه از سرده عاج‌ماهی است.